# Kronika Diecezji Przemyskiej
Kronika Diecezji Przemyskiej – miesięcznik lub dwumiesięcznik, a czasem kilkumiesięcznik o niewielkiej objętości (zeszyt). Pismo diecezjalne zawierające dział urzędowy i nieurzędowy. 
Kronika powstała w celu pogłębiania formacji intelektualnej kapłanów, jako pomoc duszpasterska.
W 1826 roku już wydawano „Kurendy”, które zawierały ważniejsze rozporządzenia Kurii Biskupiej dla duchowieństwa i wiernych, a później, nawet rozporządzenia państwowe. Pisma te nie wychodziły regularnie, tylko w razie potrzeby przesyłano kapłanom nadzwyczajne komunikaty, odezwy, czy zarządzenia. Od 1864 roku Kurrenda ukazywała się regularnie co miesiąc jako urzędowe pismo diecezjalne.
W 1901 roku bp Józef Sebastian Pelczar rozpoczął wydawanie Kroniki. Na początku były często teksty w języku łacińskim, pozostała część była w języku polskim. Na początku przeważnie były Encykliki papieskie i listy pasterskie biskupa diecezjalnego. Następnie były: przepisy kościelne, wiadomości i ogłoszenia urzędowe, różne wiadomości, zmiany na stanowiskach i urzędach duchownych. Były także relacje z wizytacji parafii. Kronika była dostępna tylko dla duchowieństwa miejscowej diecezji.
W latach 1940–1945 z powodu wojny kronika nie była wydawana. W 1947 roku wznowiono wydawanie kroniki, ale w latach 1950–1956 z powodu sytuacji politycznej kronika nie była wydawana. W 1957 roku wznowiono na stałe wydawanie kroniki. Ostatni zeszyt „Kroniki Diecezji Przemyskiej” (ISSN 1232-8197) ukazał się z datą październik/grudzień 1992. Od 1993 roku jest wydawany kwartalnik „Kronika Archidiecezji Przemyskiej” (ISSN 1232-8200).